# ولسوالی سروبی (ولایت پکتیکا)
سروبی یکی از ولسوالیهای ولایت پکتیکا در جنوب خاوری افغانستان با جمعیت نزدیک به ۴۸۲۹۱ نفر است. این ولسوالی در شمال شرقی گومل، غرب برمل و جنوب اورگون و سرحوضه قرار دارد. قبیله خاروتی  غلجی پشتون در اینجا حضور پررنگی دارند.

## جُستارهای وابسته
ولسوالی سروبی (ولایت کابل)

## منبع‌ها
- مشارکت‌کنندگان ویکی‌پدیا. «Paktika Province». در دانشنامهٔ ویکی‌پدیای انگلیسی، بازبینی‌شده در ۴ اسفند ۱۳۹۰ خورشیدی.